# Timbiriche VIII y IX
Timbiriche VIII y IX es el octavo y noveno álbum de estudio del grupo mexicano Timbiriche. Es un álbum doble y fue lanzado en 1988, marcando el debut de la integrante Edith Márquez. 
El disco fue bien recibido por el público y trajo los temas de éxito: "Tu y Yo Somos Uno Mismo", "Amame Hasta con Los Dientes" y "Acelerar".
En 1999, con motivo del reencuentro del grupo, este disco se reedita solo por separado: Timbiriche VIII (portada Verde) y Timbiriche IX (portada Azul), aunque existe una versión en CD del disco Doble (portada Roja), donde están todas las 21 canciones en un solo CD. 
En 2018, con motivo de los 35 años de formación de la banda, se relanza su discografía desde el primer disco hasta Timbiriche 10 en formato LP (disco de vinilo) de 180 g prensado en Estados Unidos.
Las ventas superaron 1 millón de copias en México, lo que le rindió al grupo otro disco de platino.

## Producción y lanzamiento
En 1988, el álbum doble Timbiriche VIII y IX llega a las tiendas.
El motivo del lanzamiento de un disco doble se debe a que la compañía discográfica encomendaron el proyecto, inicialmente, a Memo Méndez Guiú, ante la demora de Guiú en el envío de las canciones, Luis de Llano recurrió a Marco Flores, finalmente, tanto Guiú como Flores presentó sus propuestas, y como al sello le gustaban las canciones de los dos productores, decidieron juntar las dos propuestas y lanzar un álbum doble. En ese momento, los álbumes dobles eran una novedad en América Latina y pocos fueron los artistas que se aventuraron a sacar discos así, porque encarecía sus venta en las tiendas.
Este período es considerado el pico de la trayectoria del grupo y da un paso más en su evolución, posicionándose como una banda de adultos jóvenes. Los miembros Thalía, Eduardo Capetillo, Diego Schoening, Erik Rubín, Paulina Rubio, Alix Bauer y la recién llegada Edith Márquez participaron en la grabación y promoción en enero de 1989 se une Biby Gaytán sustituyendo a Alix Bauer quien salió en diciembre de 1988.
Edith se unió a finales de 1987 elegida por Mariana Garza para reemplazarla, .Este sería el último álbum en el que participarían Alix, Eduardo Capetillo y Thalía
La canción "Por Ti" originalmente iba a ser parte del disco doble para Edith Marquez como presentación, pero por cuestiones de los productores la canción fue grabada con los siete integrantes y fue guardada para el venidero álbum: Los Clásicos de Timbiriche, 1989.

## Sencillos
Se lanzaron cinco sencillos del álbum, el primero de ellos "Tú y Yo Somos uno Mismo", fue # 1 durante once quincenas en la lista de música mexicana Notitas Musicales.
El segundo sencillo, "Ámame Hasta con los Dientes" apareció en la lista, mientras que el sencillo anterior todavía estaba bien reproducido y alcanzó el puesto # 2 en la lista.
En la misma semana que "Ámame Hasta con los Dientes" alcanzó su punto máximo, la canción "No Sé Si Es Amor", el tercer sencillo del álbum, apareció en el # 9, semanas después alcanzó su pico en la lista, en el posición de # 4.
La canción "Acelerar", que presenta a Paulina Rubio como la voz principal de la canción, fue el cuarto sencillo en ser lanzado y el segundo mayor éxito del álbum, alcanzando el #1 durante tres semanas.
"Me Estoy Volviendo Loca" fue el quinto y último sencillo del álbum y alcanzó el puesto # 4. Con dos sencillos número uno y tres top 5, el álbum Timbiriche VIII & IX logró lograr más éxito en las listas de sencillos que el álbum anterior Timbiriche VII. 
Se lanzó un sencillo promocional con las canciones "Basta Ya" y "Máscaras", pero sin impacto en las listas de éxitos.

## Desempeño comercial
Aunque el disco es el doble, lo que aumenta el precio final en las tiendas, el álbum logró ganar un disco de platino en México.
Según el diario mexicano El Siglo de Torreón, las ventas superaron las 500.000 copias, mientras que el especial Timbiriche VIII y IX, del Canal 5, de Televisa, transmitido en la Navidad de 1988, afirmó que se vendieron más de un millón de copias, siendo el segundo álbum del grupo en llegar a ese número.
La gran repercusión del trabajo llevó al sello brasileño Continental a solicitar versiones de las canciones en portugués del grupo en 1989, para ser utilizadas en el álbum debut de la boy band brasileña Polegar. Entre las canciones con versiones portuguesas lanzadas por el grupo están: "Vive La Life" , "Solo Para Mí", "Tu y Yo Somos Uno Mismo", "Amame Hasta con los Dientes", "Me Estoy Volviendo Loca" y "Soy Como Soy".
El sencillo "Tu Y Yo Somos Uno Mismo" aparece en el número 2 de la lista de Las 100 Grandiosas Canciones de los 80's en Español, conteo realizado por la cadena de videos VH1.

## Lista de canciones

### En formato LP
| Lado A |                                                                       |                                 |          |  |
| N.º    | Título                                                                | Escritor(es)                    | Duración |  |
| 1.     | «Vive la vida» (Todos)                                                | Marco A. Flores                 | 3:16     |  |
| 2.     | «Solo» (Erick)                                                        | Marco A. Flores                 | 3:29     |  |
| 3.     | «Acelerar» (Paulina)                                                  | Guillermo Méndez Guiu           | 3:20     |  |
| 4.     | «Tu me vuelves loco» ((Should've know better) Diego, Eduardo & Erick) | Lara y Monárrez                 | 2:52     |  |
| 5.     | «Solo para mí» (Alix)                                                 | Áureo Baqueiro, Marco A. Flores | 2:43     |  |

| Lado B |                                              |                                        |          |  |
| N.º    | Título                                       | Escritor(es)                           | Duración |  |
| 1.     | «Pasos» (Edith (2a. voz: Erick))             | Jesús Domínguez, Guillermo Méndez Guiu | 3:06     |  |
| 2.     | «Junto a ti» (Eduardo, Alix, Thalía & Diego) | Guillermo Méndez Guiu                  | 3:42     |  |
| 3.     | «Soy como soy» (Paulina)                     | Marco A. Flores                        | 2:49     |  |
| 4.     | «Amazona» (Todos)                            | Guillermo Méndez Guiu                  | 3:43     |  |
| 5.     | «Irresistible» (Diego)                       | Guillermo Méndez Guiu                  | 3:26     |  |

| Lado C |                                              |                                                        |          |  |
| N.º    | Título                                       | Escritor(es)                                           | Duración |  |
| 1.     | «Ámame hasta con los dientes» (Erick)        | Guillermo Méndez Guiu                                  | 2:51     |  |
| 2.     | «Tu y yo somos uno mismo» (Diego)            | Marco A. Flores                                        | 4:13     |  |
| 3.     | «No sé si es amor» (Thalía (2a. voz: Erick)) | Guillermo Méndez Guiu                                  | 4:14     |  |
| 4.     | «Máscaras» (Todos)                           | J. V. Sahrenkrog, Peteasen, C. Karges, Marco A. Flores | 3:51     |  |
| 5.     | «Todo cambia» (Eduardo)                      | Áureo Baqueiro                                         | 3:01     |  |

| Lado D |                                                           |                       |          |  |
| N.º    | Título                                                    | Escritor(es)          | Duración |  |
| 1.     | «Paranoia» (Alix)                                         | Guillermo Méndez Guiu | 3:38     |  |
| 2.     | «Lo quiero» (Edith)                                       | Marco A. Flores       | 2:36     |  |
| 3.     | «Me estoy volviendo loca» (Thalía, Paulina, Edith & Alix) | Memo Méndez Guiu      | 3:02     |  |
| 4.     | «Amanda» (Eduardo)                                        | Amparo Rubín          | 3:29     |  |
| 5.     | «Basta ya» (Todos)                                        | Guillermo Méndez Guiu | 4:50     |  |
| 6.     | «Todo o nada» (Thalía)                                    | Áureo Baqueiro        | 2:59     |  |

### En formato CD
| VIII y IX |                                                           |                                                        |          |  |
| N.º       | Título                                                    | Escritor(es)                                           | Duración |  |
| 1.        | «Vive la vida» (Todos)                                    | Marco A. Flores                                        | 3:16     |  |
| 2.        | «Solo» (Erick)                                            | Marco A. Flores                                        | 3:29     |  |
| 3.        | «Acelerar» (Paulina)                                      | Anahí, Guillermo Méndez Guiu                           | 3:20     |  |
| 4.        | «Tu me vuelves loco» (Diego, Eduardo & Erick)             | Lara y Monárrez                                        | 2:52     |  |
| 5.        | «Solo para mí» (Alix)                                     | Auro Baqueiro, Marco A. Flores                         | 2:43     |  |
| 6.        | «Pasos» (Edith)                                           | Jesús Domínguez, Guillermo Méndez Guiu                 | 3:06     |  |
| 7.        | «Junto a ti» (Eduardo, Alix, Thalía & Diego)              | Anahí, Guillermo Méndez Guiu                           | 3:42     |  |
| 8.        | «Soy como soy» (Paulina)                                  | Marco A. Flores                                        | 2:49     |  |
| 9.        | «Amazona» (Todos)                                         | Anahí, Guillermo Méndez Guiu                           | 3:43     |  |
| 10.       | «Irresistible» (Diego)                                    | Anahí, Guillermo Méndez Guiu                           | 3:26     |  |
| 11.       | «Ámame hasta con los dientes» (Erick)                     | Anahí, Guillermo Méndez Guiu                           | 2:51     |  |
| 12.       | «Tu y yo somos uno mismo» (Diego)                         | Marco A. Flores                                        | 4:13     |  |
| 13.       | «No sé si es amor» (Thalía (2a. voz Erick))               | Anahí, Guillermo Méndez Guiu                           | 4:14     |  |
| 14.       | «Máscaras» (Todos)                                        | J. V. Sahrenkrog, Peteasen, C. Karges, Marco A. Flores | 3:51     |  |
| 15.       | «Todo cambia» (Eduardo)                                   | Auro Baqueiro                                          | 3:01     |  |
| 16.       | «Paranoia» (Alix)                                         | Anahí, Guillermo Méndez Guiu                           | 3:38     |  |
| 17.       | «Lo quiero» (Edith)                                       | Marco A. Flores                                        | 2:36     |  |
| 18.       | «Me estoy volviendo loca» (Thalía, Paulina, Edith & Alix) | Memo Méndez Guiu                                       | 3:02     |  |
| 19.       | «Amanda» (Eduardo)                                        | Amparo Rubín                                           | 3:29     |  |
| 20.       | «Basta ya» (Todos)                                        | Anahí, Guillermo Méndez Guiu                           | 4:50     |  |
| 21.       | «Todo o nada» (Thalía)                                    | Auro Baqueiro                                          | 2:59     |  |

| VIII |                                       |                                                        |          |  |
| N.º  | Título                                | Escritor(es)                                           | Duración |  |
| 1.   | «Tu y yo somos uno mismo» (Diego)     | Marco A. Flores                                        | 4:13     |  |
| 2.   | «Todo o nada» (Thalía)                | Auro Baqueiro                                          | 2:59     |  |
| 3.   | «Máscaras» (Todos)                    | J. V. Sahrenkrog, Peteasen, C. Karges, Marco A. Flores | 3:51     |  |
| 4.   | «Todo cambia» (Eduardo)               | Auro Baqueiro                                          | 3:01     |  |
| 5.   | «Soy como soy» (Paulina)              | Marco A. Flores                                        | 2:49     |  |
| 6.   | «Vive la vida» (Todos)                | Marco A. Flores                                        | 3:16     |  |
| 7.   | «Paranoia» (Alix)                     | Anahí, Guillermo Méndez Guiu                           | 3:38     |  |
| 8.   | «Ámame hasta con los dientes» (Erick) | Anahí, Guillermo Méndez Guiu                           | 2:51     |  |
| 9.   | «Lo quiero» (Edith)                   | Marco A. Flores                                        | 2:36     |  |
| 10.  | «Amazona» (Todos)                     | Anahí, Guillermo Méndez Guiu                           | 3:43     |  |

| IX  |                                                           |                                        |          |  |
| N.º | Título                                                    | Escritor(es)                           | Duración |  |
| 1.  | «Me estoy volviendo loca» (Thalía, Paulina, Edith & Alix) | Memo Méndez Guiu                       | 3:02     |  |
| 2.  | «Amanda» (Eduardo)                                        | Amparo Rubín                           | 3:29     |  |
| 3.  | «Acelerar» (Paulina)                                      | Anahí, Guillermo Méndez Guiu           | 3:20     |  |
| 4.  | «Junto a ti» (Eduardo, Alix, Thalía & Diego)              | Anahí, Guillermo Méndez Guiu           | 3:42     |  |
| 5.  | «Irresistible» (Diego)                                    | Anahí, Guillermo Méndez Guiu           | 3:26     |  |
| 6.  | «Solo para mí» (Alix)                                     | Auro Baqueiro, Marco A. Flores         | 2:43     |  |
| 7.  | «Basta ya» (Todos)                                        | Anahí, Guillermo Méndez Guiu           | 4:50     |  |
| 8.  | «No sé si es amor» (Thalía (2a. voz Erick))               | Anahí, Guillermo Méndez Guiu           | 4:14     |  |
| 9.  | «Solo» (Erick)                                            | Marco A. Flores                        | 3:29     |  |
| 10. | «Pasos» (Edith)                                           | Jesús Domínguez, Guillermo Méndez Guiu | 3:06     |  |
| 11. | «Tu me vuelves loco» (Diego, Eduardo & Erick)             | Lara y Monárrez                        | 2:52     |  |